# Juan Carlos Onetti
Juan Carlos Onetti (Montevidéu, 1 de julho de 1909 – Madrid, 30 de maio de 1994) foi um romancista e contista uruguaio considerado não só o escritor mais importante que teve a literatura de seu país, mas um dos maiores criadores de ficção em espanhol do século XX.

## Vida
Filho de Carlos Ramón Onetti, segundo filho de um funcionário de aduana e da brasileira Honorina Borges de Morais Palma descendente de uma família aristocrata luso-brasileira do estado do Rio Grande do Sul.
Em 1930 casa-se Maria Amalia Onetti, sua prima, com quem teve um filho. Em 1933 separa-se de Maria Amalia. Um ano depois, casa-se com Maria Julia Onetti, sua outra prima, com quem fica até 1945. Casa-se ainda mais duas vezes.
Em 1955 publica A Vida Breve, obra fundacional de Santa Maria, sua cidade fictícia.
Em 1962 recebe o Prêmio Nacional de Literatura do Uruguai.
Em 1975 muda-se para Madrid, Espanha, onde fixa residência até seus últimos dias.
Embora não tenha chegado a completar o ensino secundário, Onetti apresenta em toda sua obra uma estrutura original, inovadora, que rende a ele o Prêmio Cervantes de literatura do ano de 1980.
Além do reconhecimento institucional, Onetti gozava de largo prestígio entre os escritores latino-americanos, como Gabriel García Márquez (de quem herdou boa parte da estrutura narrativa), Juan José Saer. Julio Cortázar, escritor e amigo, sobre ele costumava dizer: "el más grande novelista latinamericano" (o maior romancista latino-americano).
Além do ofício pelo qual é mundialmente reconhecido, ainda que de modo póstumo, suas habilidades propiciaram-lhe ainda outras posições prestigiosas, foi publicitário, diretor da Biblioteca da Prefeitura de Montevidéu e editor do jornal Marcha .
Entretanto, Onetti foi acima de tudo o demiurgo de Santa María, cidade ficcional que perpassa muitas de suas obras—assim como alguns dos seus personagens.
Em 30 de Maio de 1994, Juan Carlos Onetti morre em uma clínica de Madrid.

## Obras
- 1939 El pozo
- 1941 Terra de Ninguém
- 1943 Para esta Noite
- 1950 A Vida Breve
- 1954 Os adeuses
- 1959 Para Uma Tumba Sem Nome
- 1960 A Cara da Desgraça
- 1961 O Estaleiro
- 1962 O Inferno Tão Temido e Outros Contos
- 1964 Juntacadáveres
- 1973 A Morte e a Menina
- 1974 Tempo de Abraçar
- 1979 Deixemos Falar Ao Vento
- 1986 Presença e outros contos
- 1987 Quando Então
- 1993 Quando já não Importa
- (data desconhecida) El Posible Baldi